# Baltazar Gomes Figueira
Baltazar Gomes Figueira (Óbidos, 1604 - Óbidos, 1674) fue un pintor portugués, padre de la pintora Josefa de Óbidos.

## Biografía
Baltazar Gomes Figueira era hijo de los artesanos Paulo Gomes Figueira y Luísa Lopes y padre de Josefa Ayala, la pintora conocida como Josefa de Óbidos.
Recibió su educación en Sevilla, donde desarrolló su carrera militar y se casó. Allí tuvo contacto con otros artistas como Francisco de Herrera el Viejo, Francisco de Zurbarán y Juan del Castillo.
Fue empleado de la Casa de Braganza, en la corte de Juan IV de Portugal y Afonso VI de Portugal, donde fue pintor y tasador de obras de arte.
En el Museo de Évora, hay una sección de bodegones del pintor y su hija. La colección de arte de la Iglesia de la Misericordia de Peniche, contiene obras de Gomes y de su hija Josefa de Óbidos.

## Galería

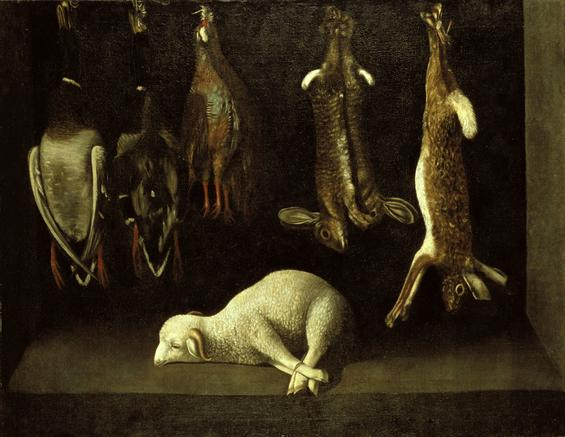
Bodegón con cordero y piezas de caza (1645-55) en el Museo de Évora, Portugal.
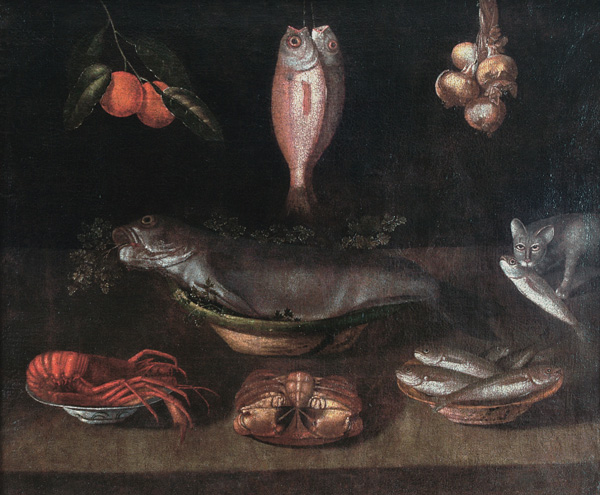
Bodegón con pescado, crustáceos, cebollas, naranjas y gato (1635-40)
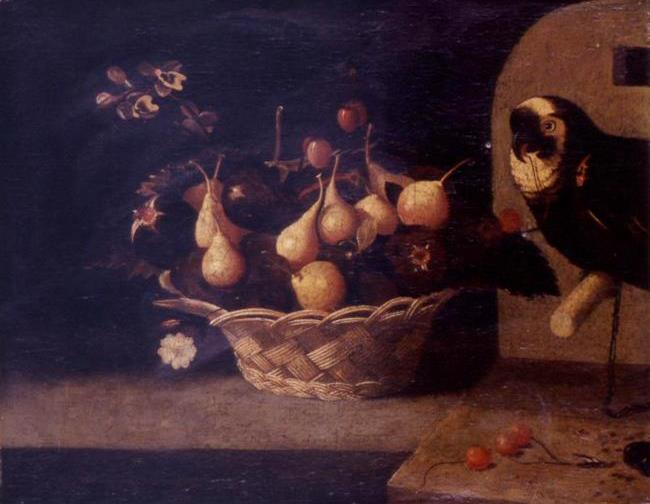
Una canasta de higos, observada por un loro (siglo XVII)
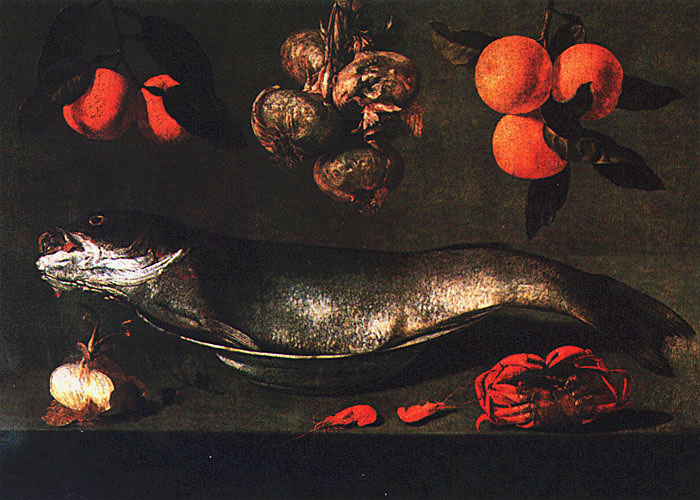
Bodegón de naranjas, cebollas, pescado y cangrejo, 1645, Museo del Louvre
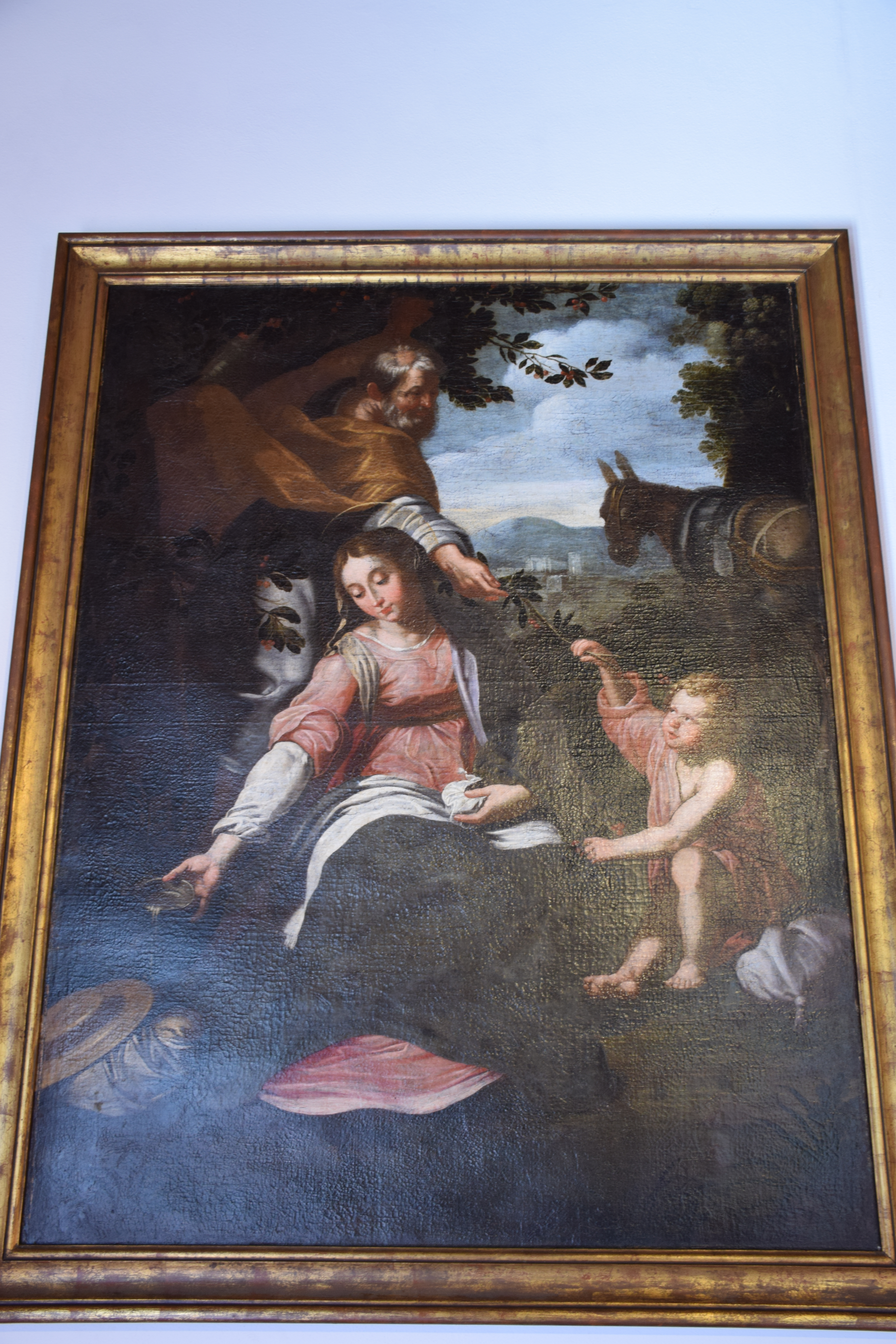
Descanso en la Huida a Egipto (siglo XVII) en el el Palacio Nacional de Sintra.